# Kunama (langue)
Pour les articles homonymes, voir Kunama.
Le kunama est une langue nilo-saharienne parlée principalement en Érythrée, également en Éthiopie, par la population kunama.

## Dialectes
Selon Claude Rilly (2010), les dialectes kunamas sont :
- le marda : la principale variété, situé à proximité de la ville de Barentu, au nord-est de la zone de langue kunama.
- l’ilit, parlé à proximité de Haykota
- le barka
- le bitama (en voie de disparition face au tigré)
- le tika
- le setit

## Phonologie
|                        | Bilabiale | Labiodentale | Dentale | Alvéolaire | Postalvéolaire | Palatale | Vélaire | Labiovélaire | Glottale |
| ---------------------- | --------- | ------------ | ------- | ---------- | -------------- | -------- | ------- | ------------ | -------- |
| Occlusive et affriquée | b         |              | t d     | t d        | t͡ʃ d͡ʒ          |          | k g     | kʷ gʷ        |          |
| Nasale                 | m         |              |         | n          |                | ɲ        | ŋ       |              |          |
| Fricative              |           | f            |         | s (z)      | ʃ              |          |         |              | h        |
| Roulée/battue          |           |              |         | r          |                |          |         |              |          |
| Spirante               | w         |              |         |            |                | j        |         |              |          |
| Spirante latérale      |           |              |         | l          |                | ʎ        |         |              |          |

|           | Antérieure | Centrale | Postérieure |
| --------- | ---------- | -------- | ----------- |
| Fermée    | i          |          | u           |
| Mi-fermée | e          |          | o           |
| Ouverte   |            | a        |             |